# Marco Christ
Marco Christ (* 6. November 1980 in Nürnberg) ist ein ehemaliger deutscher Fußballspieler.

## Karriere

### Vereine

#### Jugend
In der Jugend war Christ für den SV 73 Süd Nürnberg, den FC Bayern München und den 1. FC Nürnberg aktiv.

#### Seniorenbereich
In der Saison 1999/2000 schaffte der offensive Mittelfeldspieler den Sprung in die 1. Mannschaft des 1. FC Nürnberg, in der er aber nicht über vier Einsätze in der 2. Bundesliga hinauskam. Hauptsächlich spielte Christ für die Amateure des Vereins in der Bayernliga. Über die Stationen Jahn Regensburg, 1. SC Feucht, Dynamo Dresden und VfR Aalen kam er schließlich im Sommer 2007 zu Fortuna Düsseldorf. Der Offensivmann erspielte sich in der Folgezeit einen Stammplatz und war auch als Torschütze erfolgreich. Außerdem erzielte Christ am 23. Mai 2009 das entscheidende 1:0 für die Fortuna gegen die zweite Mannschaft des SV Werder Bremen und sicherte Fortuna Düsseldorf damit den Aufstieg in die 2. Bundesliga. Am 2. Mai 2011 gab der SV Wehen Wiesbaden bekannt, dass Christ zum 1. Juli ablösefrei unter Vertrag genommen wird. Im Sommer 2014 wechselte er zum SV Seligenporten. Nach drei Jahren in Seligenporten wechselte Christ erneut zum 1. SC Feucht in die Landesliga Bayern Nordost, wo er sich neben seiner Fußballtätigkeit auch als Trainer weiterbildet.

### Nationalmannschaft
Christ bestritt im Jahr 1997 acht Länderspiele für die U16-Nationalmannschaft und nahm mit ihr an der vom 28. April bis 10. Mai 1997 im eigenen Land ausgetragenen Europameisterschaft teil, kam in sechs Turnierspielen zum Einsatz, in denen er ein Tor erzielte. Mit dem 3:1-Sieg über die Auswahl der Schweiz in Barsinghausen belegte er mit seiner Mannschaften den dritten Platz. Sein Debüt für die Nationalmannschaft dieser Altersklasse gab er am 1. April 1997 in Pforzheim beim 2:2-Unentschieden gegen die Auswahl der Türkei.
Für die U17-Nationalmannschaft debütierte er am 8. August 1997 in Oberhaching beim 5:1-Sieg über die Auswahl des Omans, bei dem er sein erstes Tor erzielte. Mit der Nationalmannschaft dieser Altersklasse nahm er an der vom 4. bis 21. September 1997 in Ägypten ausgetragenen Weltmeisterschaft teil, bestritt drei Turnierspiele und nach der 1:2-Niederlage im Spiel um Platz 3 gegen die U17-Nationalmannschaft Spaniens schied er aus dem Turnier aus.

## Erfolge
- Vierter U17-Weltmeisterschaft 1997
- Dritter U16-Europameisterschaft 1997